# Eurovision France, c’est vous qui décidez! 2022
Die zweite Ausgabe von Eurovision France, c’est vous qui décidez! (dt.: Eurovision Frankreich – Sie entscheiden!) fand am 5. März 2022 um 21:10 Uhr (MEZ) der französische Vorentscheid für den Eurovision Song Contest 2022 in Turin (Italien) statt. Als Sieger sing die Gruppe Alvan & Ahez hervor und vertritt Frankreich beim Eurovision Song Contest 2022.

## Format

### Konzept
Nach dem zweiten Platz beim Eurovision Song Contest 2021 in Rotterdam kündigte die öffentlich-rechtliche Fernsehanstalt France Télévisions (France TV) am 21. Juni 2021 eine weitere Ausgabe der Sendung Eurovision France, c’est vous qui décidez an.
Erneut nahmen 12 Teilnehmer an der Vorentscheidung teil. Die Sendung setzte sich aus drei Phasen zusammen. In der ersten Runde präsentierten alle zwölf Interpreten ihre Lieder. Sieben dieser Interpreten qualifizierten sich über das Zuschauervoting direkt für die finale Runde. Eine Jury vergab anschließend eine Wildcard (L’Euro Ticket) an einen der fünf verbliebenen Interpreten. Im Finale traten somit acht Interpreten gegeneinander an. Der Sieger wurde dann zu 50 % über das Televoting und zu 50 % von einer zehnköpfigen Jury entschieden. Der Sieger soll Frankreich beim ESC 2022 vertreten.
Die Jury bestand aus folgenden 10 Juroren:
- Jenifer (Jurypräsidentin)
- Gjon’s Tears
- Nicoletta
- Cyril Féraud
- Yseult Agustin
- Galiana
- Élodie Gossuin
- André Manoukian
- Joyce Jonathan
- Sundy Jules

### Beitragswahl
Vom 21. Juni 2021 bis zum 24. Oktober 2021 konnten Beiträge bei France TV eingereicht werden. In der Vorentscheidung galt eine Sprachregelung: Es durften nur größtenteils auf Französisch oder auf einer regionalen Sprache Frankreichs gesungene Lieder eingereicht werden. Die Teilnehmer und Beiträge wurden am 16. Februar 2022 veröffentlicht.

## Finale
| Platz | Startnr. | Interpret       | Lied Musik (M) und Text (T)                                               | Sprache               | Übersetzung (inoffiziell) | Punkte             | Punkte             | Punkte             |
| Platz | Startnr. | Interpret       | Lied Musik (M) und Text (T)                                               | Sprache               | Übersetzung (inoffiziell) | Juryvoting         | Televoting         | Gesamt             |
| ----- | -------- | --------------- | ------------------------------------------------------------------------- | --------------------- | ------------------------- | ------------------ | ------------------ | ------------------ |
| 1.    | 08       | Alvan & Ahez    | Fulenn M: Alvan Morvan-Rosius; T: Marine Lavigne                          | Bretonisch            | Funken                    | 102                | 120                | 222                |
| 2.    | 11       | Pauline Chagne  | Nuit Pauline M/T: Pauline Chagne, Antonin Tardy                           | Französisch           | Paulines Nacht            | 072                | 100                | 172                |
| 3.    | 01       | SOA             | Seule M/T: LudySoa, NathanSoa                                             | Französisch           | Alleine                   | 060                | 080                | 140                |
| 4.    | 05       | Marius          | Les chansons d’amour M/T: Marius Niollet, Igit, Jonathan Cagne            | Französisch           | Die Lieder der Liebe      | 080                | 040                | 120                |
| 5.    | 10       | Cyprien Zéni    | Ma famille M/T: Cyprien Zeni, Stéphane Petrequi, Nicolas Lassus           | Französisch           | Meine Familie             | 074                | 020                | 094                |
| 6.    | 12       | Elliott         | La tempête M/T: Elliott Schmitt, François Welgryn, Aliose, Gaspard Murphy | Französisch           | Sturm                     | 032                | 060                | 092                |
| –     | 02       | Joan            | Madame M/T: Joan, Alex Finkin                                             | Französisch           | Frau                      | nicht qualifiziert | nicht qualifiziert | nicht qualifiziert |
| –     | 03       | Saam            | Il est où ? M/T: Saam, NESS, Charles Boccara                              | Französisch           | Wo ist er?                | nicht qualifiziert | nicht qualifiziert | nicht qualifiziert |
| –     | 04       | Elia            | Téléphone M/T: Elia, Anibeatz                                             | Französisch           | Telefon                   | nicht qualifiziert | nicht qualifiziert | nicht qualifiziert |
| –     | 06       | Hélène in Paris | Paris mon amour M/T: Hélène Benhamou, Virginie Lesdemia, David Lefèvre    | Französisch, Englisch | Meine Liebe Paris         | nicht qualifiziert | nicht qualifiziert | nicht qualifiziert |
| –     | 07       | Joanna          | Navigateur M/T: Joanna, Sutus, Gaspard Murphy                             | Französisch           | Segler                    | nicht qualifiziert | nicht qualifiziert | nicht qualifiziert |
| –     | 09       | Julia           | Chut M/T: Julia Fiquet, Alban Lico, Fabien Mettay, Anton Wick             | Französisch           | Still!                    | nicht qualifiziert | nicht qualifiziert | nicht qualifiziert |